# モーリッツ・ラーツァルス
モーリッツ・ラーツァルス（Moritz Lazarus, 1824年9月15日 - 1903年4月13日）は、はポズナン大公国のフィレーネに生まれた、ドイツ系ユダヤ人の哲学者・心理学者であり、当時の反ユダヤ主義への反対を主張した。

## 生涯
ポズナン大公国のフィレーネに生まれた。父のアーロン・レヴィン・ラーツァルスは、アキバ・アイガーの教え子で、ベス・ディン（英：Beth din，ユダヤ教のラビの裁判所）の長官とフィレーネのイェシーバーの学長を務め、1874年にフィレーネで死去した。ラーツァルスはヘブライ文学と歴史を学び、その後ベルリン大学で法学と哲学を学んだ。1850年に博士号を取得し、同年サラ・レーベンハイムと結婚した。
1860年から1866年までベルン大学で教授を務め、後にベルリンに戻って哲学の教授として1868年にプロイセン士官学校で、1873年にベルリン大学で教鞭を執った。70歳の誕生日の時に、宮中顧問官の称号を授与された。ラーツァルスはメラーノで亡くなった。

## 哲学
ラーツァルスの哲学の基本的な原理は、真理は形而上学的な、または先験的な抽象概念の中でなく、心理学的な探求の中で探されなければならず、さらに、その探求自体はうまく個人の意識の中に限定されるはずがなく、主として全体としての社会に捧げられなければならないというものだった。心理学者は、慣習や常識やその進化の主傾向とともに社会の骨子を構成する要素を分析しながら、歴史的、または比較的な立場から人間を研究しなければならない。
この民族心理学（比較心理学）は哲学のヘルバルト理論の主たる発展形のひとつである。これは、自然哲学者のいわゆる科学的見地だけでなく、実証主義者の個人主義への抗議でもあった。
彼の理論の裏付けとして、ハイマン・シュタインタールとともに『民族心理学・言語学雑誌』（独：Zeitschrift für Völkerpsychologie und Sprachwissenschaft）を1859年に創刊した。この定期刊行雑誌への彼自身の貢献は数え切れないほど多く、重要なものだった。彼の主著は『Das Leben der Seele』（1855-57，第三版：1883）である。
哲学研究への大いな関心とは別に、ラーツァルスはドイツでいわゆるセム人の宗派と呼ばれたユダヤ人の間では傑出していた。ハインリヒ・ハイネやベルトルト・アウアーバッハ、シュタインタールと同じく、ドイツのユダヤ人の狭い理想より優れた理想を掲げ、ドイツの文学や思想において主導的な役割を果たした。彼は当時の暴力的な反ユダヤ主義に抗議し、彼の出版物の穏やかな論調にもかかわらず、無条件の非難を浴びた。この文脈で『Treu und Frei: Reden und Vorträge über Juden und Judenthum』というタイトルで1887年にまとめた多数の論説を書き上げた。1869年と1871年には、ライプツィヒとアウクスブルクでユダヤ人として最初かつ二番目の教会会議の議長になった。

## 民族心理学の創始
ラーツァルスの最初の出版物『Die Sittliche Berechtigung Preussens in Deutschland』（1850）は一般大衆を惹きつけた。この本の中で、プロイセンが政治的、哲学的、宗教的優位性を理由に、他のドイツ国家に対して指導的であるべきと主張した。1850年から、ラーツァルスは特に心理学に打ち込むようになった。個人の心理学の法則を（彼が社会的存在と考えていた）国家や人類に適用すると、民族心理学という新しい分派を創始した。ローベルト・プルッツの『ドイツ博物館』（1851）の中の『Ueber den Begriff und die Möglichkeit einer Völkerpsychologie als Wissenschaft』と題された記事で、民族心理学研究の基盤を据えた。九年後、シュタインタール（ラーツァルスの友人で、義理の弟）とともに『民族心理学・言語学雑誌』（1-20巻，ベルリン，1860-90、後に『民俗学協会雑誌』として続刊）を創刊した。1856年から1858年にかけて、彼の主著となる『Das Leben der Seele in Monographien』（3巻，第三版，1883-97）を出版した。ヘルバルト哲学の立場から心理学の主要な問題群に取り組む著作であった。口語調の平易な文体で書かれたため、ほどなく多数の読者を得た。
1860年にはベルン大学に心理学の教授として招かれた。六年後ベルリンに戻り、王立陸軍士官学校の哲学講師に任命された。その後1874年にベルリン大学の哲学の教授になった。ラーツァルスはシラー財団の創設者の一人であり、長年その会長であった。また、彼はヴィクトリア＝ライゼウム（ベルリンの女学校）の講師でもあった。70歳の誕生日のとき、ドイツ皇帝、ベルン大学、シンシナティのヘブライ・ユニオン・カレッジから、それぞれ宮中顧問官、法学博士の学位、神学博士の学位を授与された。1895年、最初の妻の死後、彼の影響のもとユダヤ教を受け入れた未亡人、ナヒダ・ルース・レミーと再婚した。晩年はメラーノで隠居生活を送った。

## 地域活動
ラーツァルスは非常に積極的に公共の、かつ精神的な生活に参加したプロイセン系ユダヤ人だった。1867年から1892年までベルリンのユダヤ人集団の代表者会議の一員であり、1882年から1894年までドイツ・イスラエル共同体連合会の副会長であった。1867年から1874年までイスラエル万国同盟のベルリン支部の代表で、1869年にはライプツィヒの、1871年にはアウクスブルクの教会会議の議長になった。また、1869年から1894年までロシア補助委員会とルーマニア委員会の副会長も務めた。さらに、ベルリンのユダヤ教学アカデミーの創設者の一人でもあり、長年にわたってその学芸員理事会の会長であった。ラーツァルスは影響力のある人気な講演者でもあった。ユダヤ人とユダヤ教についての彼の最も重要な講義録は『Treu und Frei』（1887，ライプツィヒ）として出版された。その中にはふたつの教会会議における演説も含まれている。
ラーツァルスは多大な時間と努力を1878年あたりに生じた反ユダヤ主義の問題と闘うために捧げた。彼は当時最も傑出したユダヤ人の擁護者であった。同時代人と同じく、反ユダヤ主義は単なる一時の気まぐれであると（誤って）信じていた。文章や講演で取り除くことができる、保守的な時代が生み出した現象だと考えていた。ラーツァルスはユダヤ人は唯一宗教的な歴史という手段によってのみ団結していると主張した（"Treu und Frei," p. 77）。もしそうならば、他の多くの人々のように、ユダヤ人の問題を考慮するとき、ラーツァルスは共通善の利益よりも、彼自身の願望の命令に従うだろう。弁明の目的のために幾度も引用された彼の「国家」の定義というものに、必要不可欠にして客観的な特徴として彼がみなしたことは、慣習や道徳の類似性でも、領土でも、宗教でも、人種でもなく、言語の繋がりであった。

## ユダヤ教の倫理
ユダヤ文学へのさらなる貢献として挙げられるのは以下の二つである。講義である『Der Prophet Jeremias』（1894）と、『Die Ethik des Judenthums』（初版：1898，第二版：1899）がそれである。ふたつめの著作の中で、ラーツァルスは倫理というものを、宗教の基本原理ではなく、結果的に生じるものとして捉えている。そして、カントに続いて特に神の前での平等と自治の法をユダヤ教倫理の原理として確立した。それによって、当然のことながらユダヤ教の神の概念が崩壊した。ラーツァルスは様々な資料をもとにユダヤ教の道徳の歴史的発展を示すことに失敗したとヘルマン・コーエンは指摘している。

## 著作
- Das Leben der Seele (1855-57，第三版：1883)
- Ueber den Ursprung der Sitten (1860 and 1867)
- Ueber die Ideen in der Geschichte (1865 and 1872)
- Zur Lehre von den Sinnestäuschungen (1867)
- Ein Psychologischer Blick in Unsere Zeit (1872)
- Ideale Fragen (1875 and 1885)
- Erziehung und Geschichte (1881)
- Unser Standpunkt (1881)
- Ueber die Reize des Spiels (1883)